# Киро Винокић
Киро Винокић је био југословенски филмски и позоришни глумац.

## Улоге
|                   | 1940 | 1950 | Укупно |
| ----------------- | ---- | ---- | ------ |
| Дугометражни филм | 1    | 2    | 3      |
| Год.   | Назив        | Улога \|- style="background: Lavender; text-align:center; " | 1940.е_ | 1940.е_ | 1940.е_ | 1940.е_ |
| 1948.  | Живот је наш | Мића                                                        |         |         |         |         |
| 1950.е |              |                                                             |         |         |         |         |
| 1950.  | Црвени цвет  | Барска дама (као Ћира Винокић)                              |         |         |         |         |
| 1952.  | Фросина      | Лин (као Киро Винокикј)                                     |         |         |         |         |